# Асод
А́сод (венг. Aszód) — город в центральной части Венгрии, в медье Пешт.
Население — 6026 человек (2001). Площадь города — 16,21 км². Плотность населения — 371,75 чел./км².
Город Асод, как и вся Венгрия, находится в часовом поясе, обозначаемом по международному стандарту как Central European Time (CET). Смещение относительно UTC составляет +1:00 (CET, зимнее время) / +2:00 (CEST, летнее время), так как в этом часовом поясе действует переход на летнее время.
Находится Асод в самом центре Венгрии и с административной точки зрения относится к медье (области) Пешт.
Историками установлено, что в тех местах, где сегодня раскинулся этот город, люди начали селиться ещё в эпоху неолита. В период Раннего Средневековья там обитали германские племена, сарматы и авары. Существует весьма обоснованное предположение, что Асод был основан примерно в XI веке, а что касается самого раннего упоминания о нём, то оно датируется 1401 годом. В период турецкого ига он был полностью разрушен и начал восстанавливаться только в XVIII веке, когда в него стали приезжать переселенцы из Бадена и Вюртенберга, а также из Чехии и Моравии. В 1818 году в одной из местных церквей были обвенчаны родители известного венгерского поэта Шандора Петефи. Права города Асод получил совсем недавно, в 1991 году.
Асод не является значительным туристическим центром и путешественники бывают в нём в основном проездом. Тем не менее, в Асоде есть несколько достопримечательностей, достойных внимания.
Среди них центральное место занимает дворец Подманицких. Его центральная часть была построена в 1721 году, а боковые флигели — 50 лет спустя. Это большое и роскошное здание возведено в стиле барокко и ранее принадлежало представителям знатного венгерского рода, которые много сделали для восстановления Асода после турецкого нашествия. Довольно интересен и так называемый «Зеленый дворец», построенный в конце XVIII века также на средства семьи Подманицких.
На окраине города, в районе ул. Фалуйярок (Falujárók utca) дислоцировался 13-й отдельный батальон химзащиты (в/ч п/п 07292) Южной группы войск ВС СССР, который был выведен в СССР в 1989 году. В настоящее время территория военного городка не заброшена, как в большинстве бывших гарнизонов на территории Венгрии, а используется небольшим предприятием по производству строительных материалов, а в бывшие ДОСы (дома офицерского состава) заняты местными жителями.

## Галерея

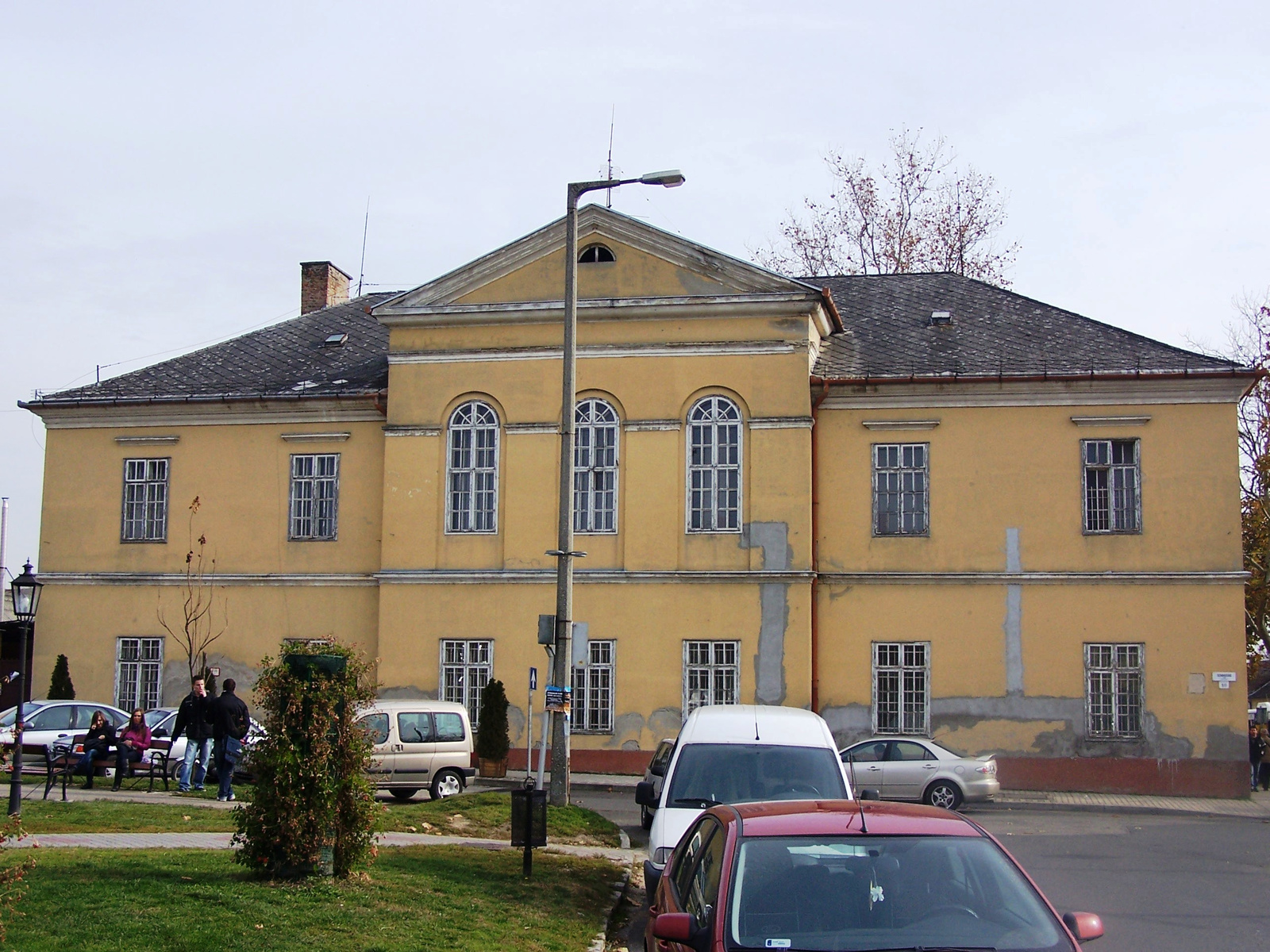
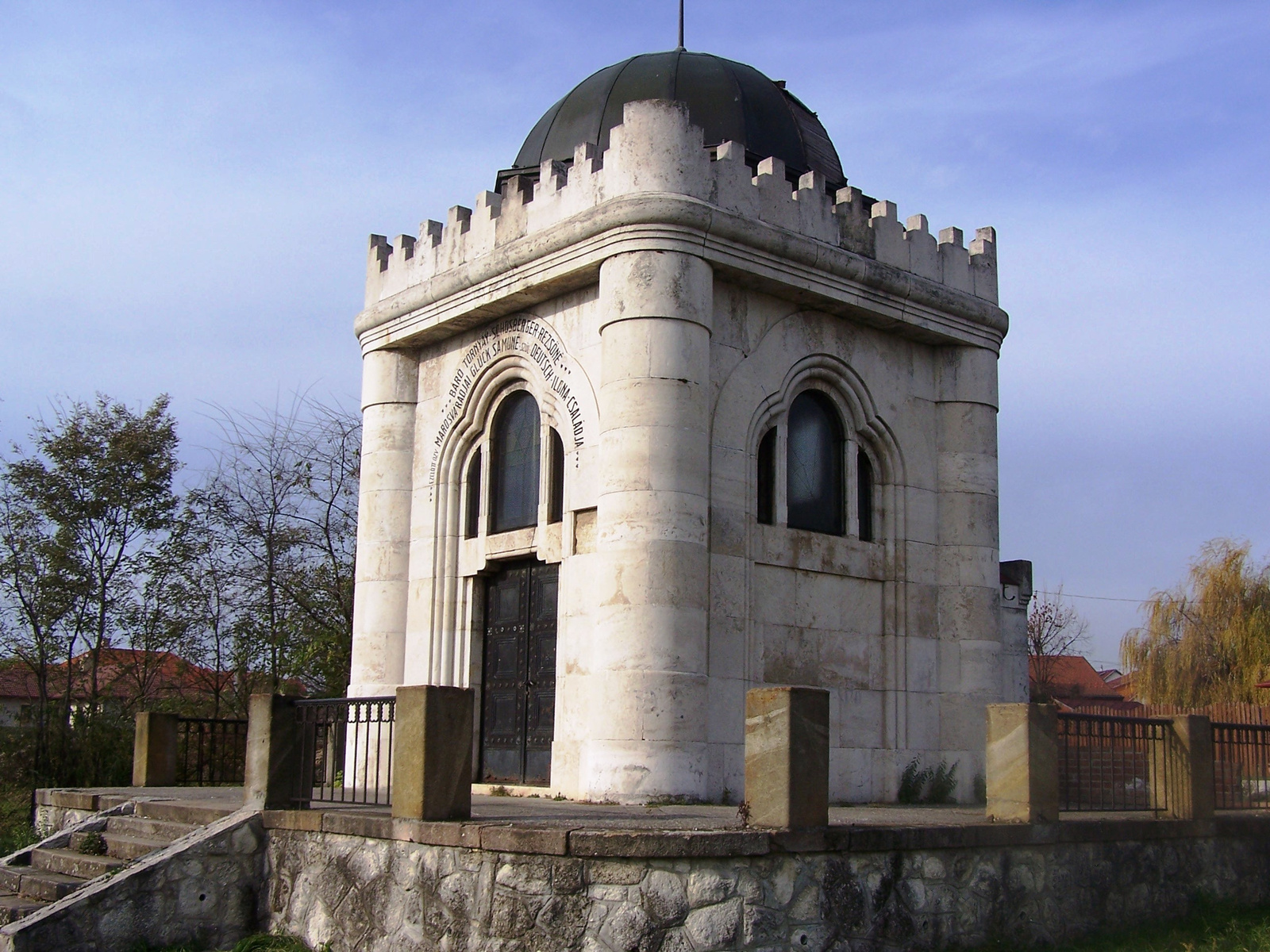

## Население
| Год  | Численность | Численность |
| ---- | ----------- | ----------- |
| 2013 | 6163        | [ 2 ]       |
| 2014 | 6168        | [ 3 ]       |
| 2021 | 6204        | [ 4 ]       |
| 2022 | 6233        |             |
| 2023 | 6116        | [ 5 ]       |
| 2024 | 6129        | [ 1 ]       |

## Города-побратимы
- Меркуря-Ниражулуй, Румыния